# 天馬の風
『天馬の風』（てんまのかぜ）は、松葉博による日本の漫画作品。『増刊ガンガンWING』（当時エニックス、現スクウェア・エニックス）にて1996年から1998年に連載された。単行本はガンガンコミックス名義で全2巻。後にガンガンコミックス版は絶版となったが、マッグガーデンからブレイドコミックスとして「天馬の風 新装版」全2巻が発行されている。
当作品は空手をテーマとした作品で、先祖代々天狗の血を継ぐ主人公・扇天馬が、神天扇道場での空手修行を行い、愛宕山戦神際で活躍する姿を描く。

## 登場人物
扇 天馬（おうぎ てんま）
主人公。京都府の天林中学に通う14歳。空手2段、武術歴11年。真面目で負けず嫌いな性格である。先祖代々天狗の血を受け継ぎ、「神天扇流」の能力を秘めている。
伊吹 七々緒（いぶき ななお）
天馬の幼馴染。空手歴7年の初段。手先が器用で裁縫が得意だが、料理は苦手。人前では挫折しない努力家であるが、涙もろい性格もある。
結城 硝（ゆうき しょう）
幼い頃はアメリカ暮らしをしていたため、日本の文化にあまり馴染めなかったが、次第に日本の武術を積極的に行おうとする。空手歴10年の2段。
松崎 光矢（まつざき こうや）
幼い頃から中国で育ち、親から負けることさえ許されない厳しい武術修行をしていた。それ故、無敵の喧嘩王と言われるが、周囲から恐れられ、孤立した日々が続いた。神天扇道場で天馬との出会いが心を入れ替える切っ掛けとなった。
神豪 満（しんごう みつる）
天林中学空手部主将。本当は強豪であるが、周囲が強過ぎて人並みにしか見られない哀れな人である。
扇 汐音 （おうぎ しおね）
天馬の従姉妹。17歳。武術歴は13年で合気道4段。人をからかうのが好きで、いつも天馬が犠牲になってしまう。

## サブタイトル
1. 天狗の血
2. さ迷える拳
3. ふたつのチカラ
4. 愛宕山戦神祭
5. 錯綜する意志
6. 怒りの咆哮
7. 覚醒
8. 果てしなき拳